# Rafael Jorba i Castellví
Rafael Jorba i Castellví (Igualada, 1956) és un periodista català. Ha estat redactor d'opinió, corresponsal a París, sotsdirector i responsable de l'edició en català de La Vanguardia, sotsdirector d'El Periódico de Catalunya, cap d'informatius de TVE-Catalunya, col·laborador habitual de Catalunya Ràdio i TV3 i membre del Consell de l'Audiovisual de Catalunya.

## Trajectòria com a periodista
Va iniciar la trajectòria professional a la premsa comarcal anoienca, al setmanari Vida. L'any 1975 es va incorporar a Mundo Diario, primer com a corresponsal a l'Anoia, i després a la secció de Catalunya. Va ser redactor d'El Periódico de Catalunya del 1978 al 1982, diari del qual posteriorment va esdevenir sotsdirector. L'estiu del 1982 va participar en la posada en marxa de l'edició catalana del diari El País. Va treballar a TVE-Catalunya com a director del programa Comarques. Va ser sotsdirector d'Informatius (1983-1985) i cap dels Serveis Informatius (1988).
L'any 1990 es va incorporar a La Vanguardia com a corresponsal polític. Del 1993 al 1996 va ser corresponsal d'aquest diari a París. Des del 1997 fins al 2002 va ocupar la sotsdirecció d'Informació. Ha estat redactor d'Opinió i coordinador del Consell Editorial (2005-2006).
El maig de 2006 va iniciar el mandat com a conseller del Consell de l'Audiovisual de Catalunya (CAC), per cobrir la vacant creada quan Josep Maria Carbonell en va ser nomenat president. Va ser conseller secretari del CAC des de juliol del 2006 fins a gener del 2007. El seu mandat al CAC va acabar el 30 de juny del 2010. Després de 6 mesos d'excedència per càrrec públic, es va reincorporar a La Vanguardia, com a responsable de l'equip de 10 periodistes i 2 lingüistes de la nova edició en català d'aquest diari que sortí a la llum el 3 de maig de 2011.

## Altres activitats
Ha publicat diversos treballs sobre mitjans de comunicació. És autor del llibre Catalanisme o nacionalisme. Proposta d'una nova laïcitat (Columna, 2004). Ha estat col·laborador del programa El matí de Catalunya Ràdio i del programa Els matins de TV3. Professor del màster de Periodisme BCNY (Universitat de Barcelona - Columbia University). Membre del Consell Directiu de l'Associació per a les Nacions Unides a Espanya (2002). Ha estat membre del jurat del Premi Quim Regàs de Periodisme des de la primera edició, el 2008.

## Llibres publicats
- Catalanisme o nacionalisme. Proposta d'una nova laïcitat (Columna, 2004), ISBN 9788466404174
- La mirada del otro. Manifiesto por la alteridad (RBA, 2011), ISBN 9788490060339

## Premis
- 2000: Cavaller de l'Orde Nacional del Mèrit de la República Francesa[3]
- 2013: Premi Diario Madrid de periodisme[1]